# Lagerstroemia crassifolia
Lagerstroemia crassifolia är en fackelblomsväxtart som beskrevs av Caetano Xavier Furtado och Montien. Lagerstroemia crassifolia ingår i släktet Lagerstroemia och familjen fackelblomsväxter. Inga underarter finns listade i Catalogue of Life.